# Polydictya vietnamica
Polydictya vietnamica är en insektsart som beskrevs av Alexandre Constant och Pham 2008. Polydictya vietnamica ingår i släktet Polydictya och familjen lyktstritar.
Artens utbredningsområde är Vietnam. Inga underarter finns listade i Catalogue of Life.